# Brice Clotaire Oligui Nguema
Pour les articles homonymes, voir Nguema.
Brice Clotaire Oligui Nguema, né le 3 mars 1975, est un militaire et homme d'État gabonais.
Commandant de la garde républicaine gabonaise, il joue un rôle clé dans le coup d'État du 30 août 2023 renversant le président de la République, Ali Bongo. Depuis, il est le dirigeant du pays ; il remporte largement l'élection présidentielle de 2025.

## Biographie

### Origines, formation et débuts
Brice Clotaire Oligui Nguema naît le 3 mars 1975. Son père est militaire d'ethnie Fang du Woleu-Ntem et sa mère est d'ethnie Teke, originaire du département de Lékoni-Lékori[réf. nécessaire], dans la province du Haut-Ogooué, à l'Est du Gabon, comme les Bongo. Il est membre de la famille Bongo, sa mère étant une cousine de la mère du président Omar Bongo,,,,. Formé à l'académie royale militaire de Meknès, au Maroc, il sert d'abord durant la présidence d'Omar Bongo en tant qu'aide de camp.
Déjà marié à Zita Oligui Nguema, il épouse en secondes noces en mars 2024 Anouchka Avome comme seconde épouse.

### Carrière

#### Attaché militaire
Après l'élection présidentielle de 2009 et la victoire d'Ali Bongo, Brice  Oligui Nguema est nommé attaché militaire à l'ambassade du Gabon au Maroc puis au Sénégal, ce qu'il qualifie « d'exil ».

#### Commandant de la garde républicaine
En octobre 2019, il est rappelé au Gabon, où il remplace le colonel Frédéric Bongo, demi-frère d'Ali Bongo, à la tête du service de renseignement de la garde républicaine, la direction générale des services spéciaux, dont l'une des missions principales est : « Assurer de façon permanente, la sécurité et la protection du président de la République, à l’intérieur et à l’extérieur du territoire national »,. Le 8 avril 2020, alors colonel, il prend le commandement du corps de défense et de sécurité de la garde républicaine, où il remplace le général Grégoire Kouna,.

## Coup d’État de 2023 et prise du pouvoir
L'élection présidentielle de 2023, dont les résultats sont annoncés le 30 août 2023, marque le début d'un coup d'État mené par le Comité pour la transition et la restauration des institutions. Le résultat des élections, qui annonçait la victoire du président sortant Ali Bongo, est annulé et Brice Clotaire Oligui Nguema, à la tête du Comité, est nommé « président de la Transition » par les putschistes le soir même,.

### Président de la Transition

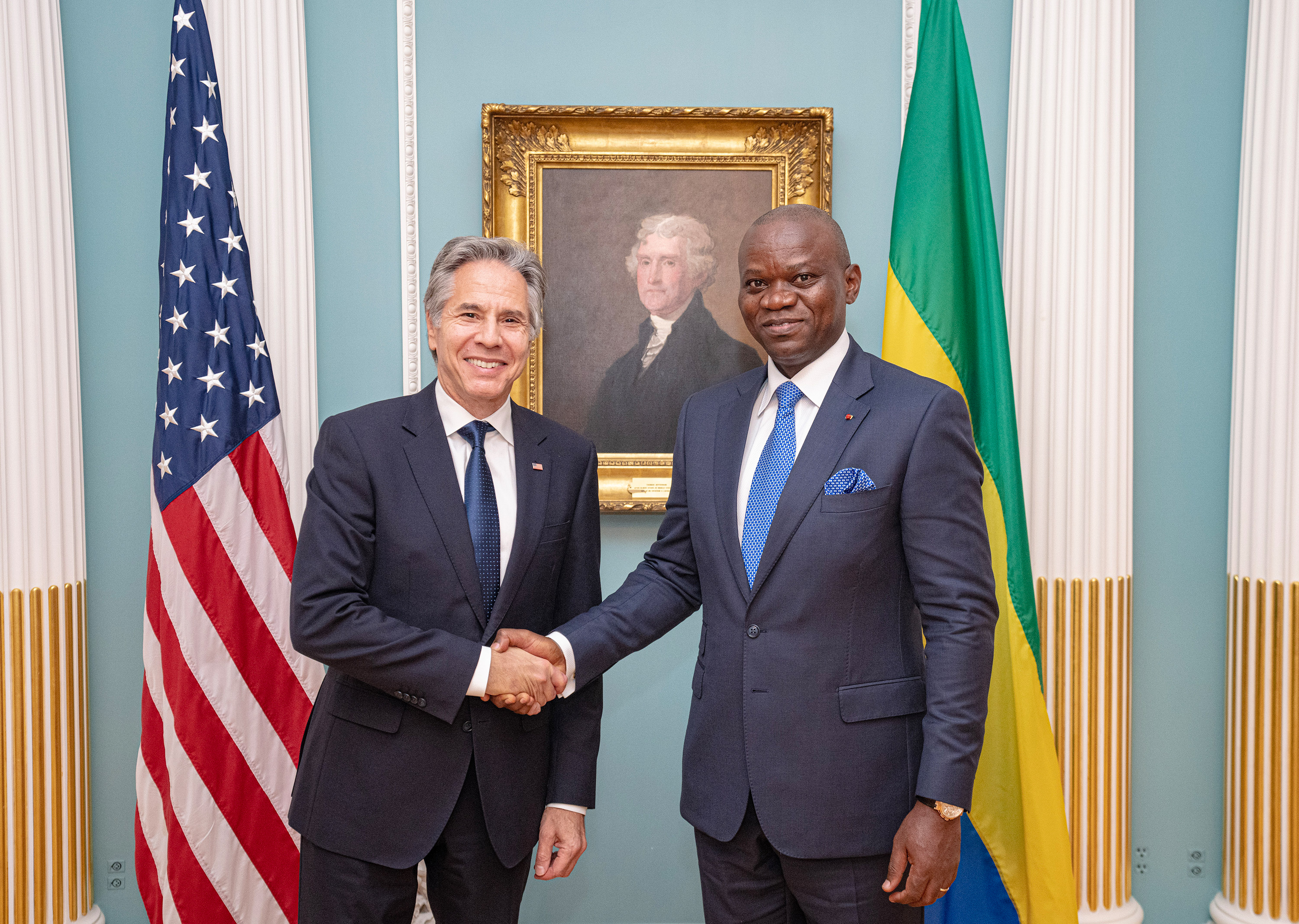
Brice Oligui Nguema avec le secrétaire d'État américain Antony Blinken en 2024.

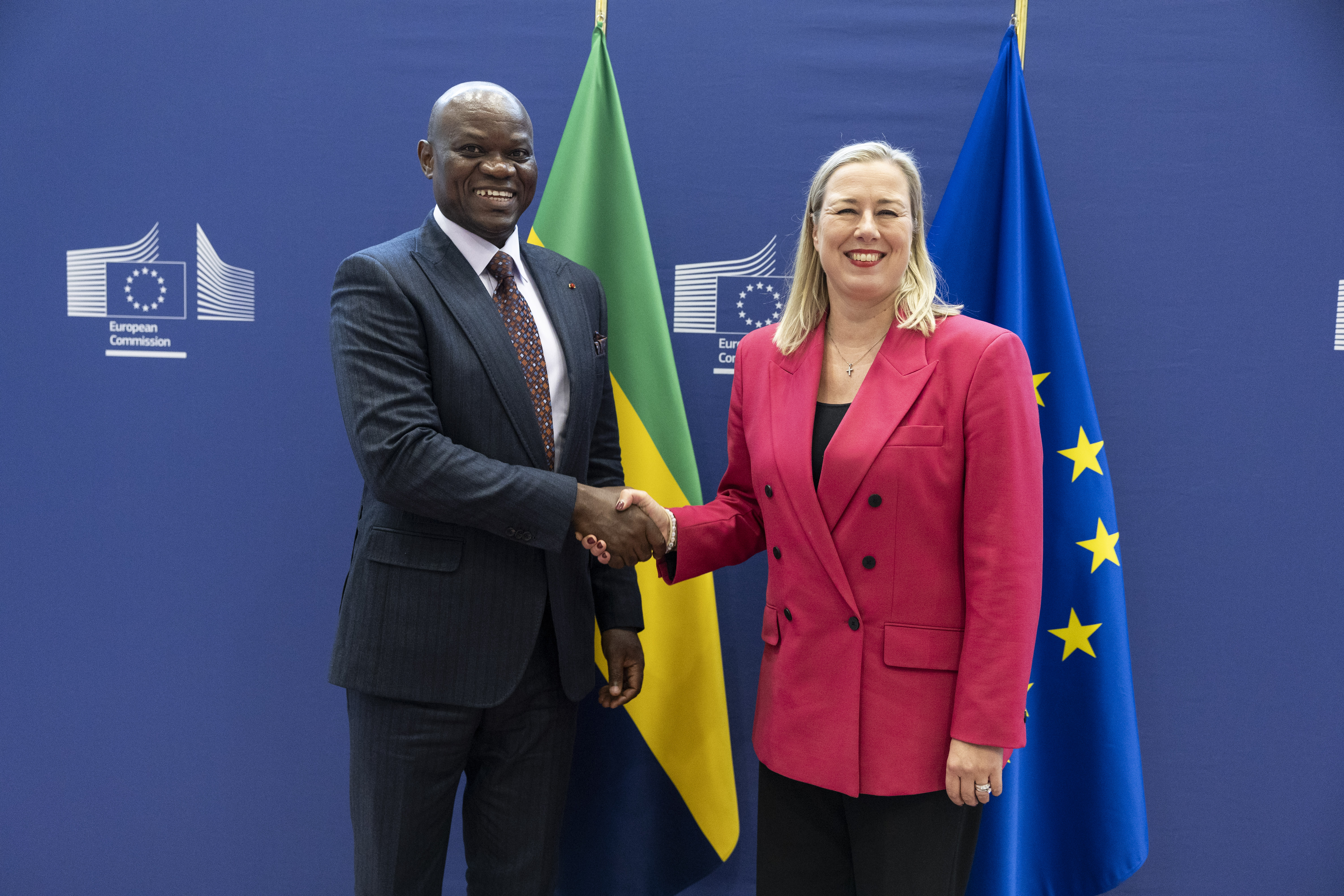
Brice Oligui Nguema avec la commissaire européenne Jutta Urpilainen en 2024.

Le 4 septembre 2023, il prête serment au palais du Bord de mer de Libreville en tant que président de la Transition, en présence des juges de la Cour constitutionnelle, du Premier ministre, de la vice-présidente et des présidents des deux chambres parlementaires sortants. Le 7 septembre 2023, il nomme Raymond Ndong Sima Premier ministre de la transition.
Le 11 septembre 2023, Brice Clotaire Oligui Nguema nomme l'ancien ministre de l'Intérieur et membre du Parti démocratique gabonais, Jean-François Ndongou, à la présidence de l'Assemblée nationale de transition et Paulette Missambo, présidente de l'Union nationale et figure d'Alternance 2023, à la présidence du Sénat. La composition du gouvernement de transition est rendue publique le 11 septembre par le Premier ministre.
Le 19 octobre 2023, Brice Clotaire Oligui Nguema renonce aux privilèges qu’offre son statut de président de la République, et notamment au salaire présidentiel, mais conserve son salaire de chef de la garde républicaine.
Le 10 février 2024, il perd ses portefeuilles ministériels après une modification de la Charte de transition. La mesure permet la constitutionnalisation de la nomination de titulaires à ces ministères, et lève l'interdiction faite à Nguema de se présenter aux prochaines élections.

## Présidence de la République

### Élection présidentielle de 2025
Le 3 mars 2025, Brice Clotaire Oligui Nguema annonce sa candidature à l'élection présidentielle de 2025. Il remporte cette élection présidentielle avec 90,35 % des suffrages et une participation de 70,4 % (sur 920 000 inscrits). Le 3 mai 2025, Brice Oligui Nguema prête serment.

### Union démocratique des bâtisseurs
Le 5 juillet 2025, il lance officiellement son parti l'Union démocratique des bâtisseurs (UDB) qui succède à sa plateforme électorale du Rassemblement des bâtisseurs (RdB),.

## Accusations de corruption
Une des premières mesures qu'il prend après son coup d'État et sa prise de pouvoir est de mettre en détention des personnalités présumées corrompues, telles Noureddin Bongo Valentin, un des fils d'Ali Bongo.
Le général de brigade Brice Clotaire Oligui Nguema figure lui-même dans une liste américaine de personnalités à la fortune douteuse, ayant acquis des biens en liquide aux États-Unis et en France,. Selon Organized Crime and Corruption Reporting Project, il aurait acheté en espèces, entre 2015 et 2018, trois propriétés dans la banlieue de Washington, D.C., pour un montant total supérieur à un million de dollars.